# 青嶼幹線訪客中心及觀景台

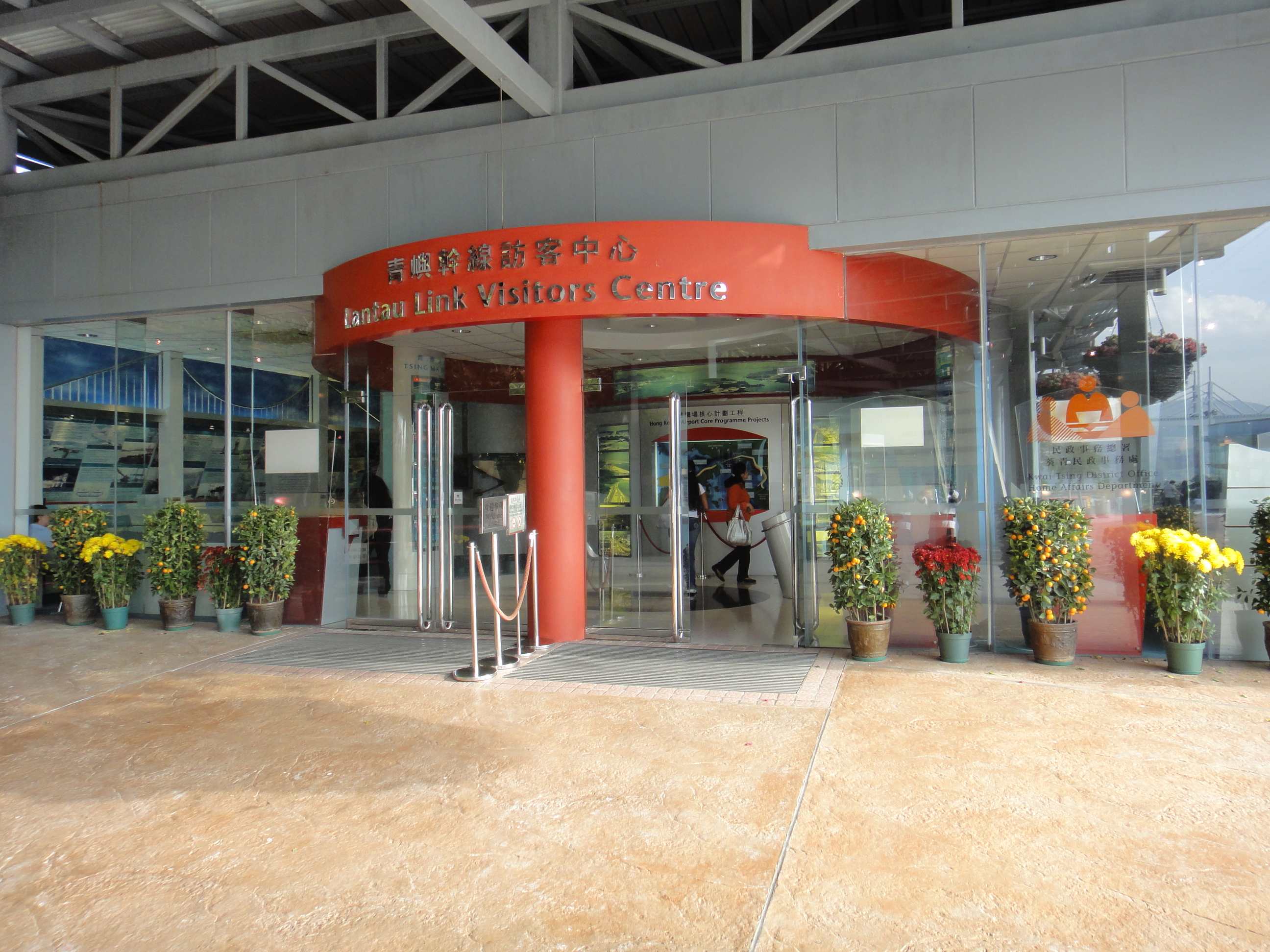
展覽館

青嶼幹線訪客中心及觀景台（英語：Lantau Link View Point and Visitors Centre）位於香港新界青衣島鑊底灣西北一角，是香港一所介紹青嶼幹線的展覽館，佔地面積19,000平方米，1997年5月隨青嶼幹線通車正式對外開放。觀景台設有青馬大橋、汲水門大橋、汀九橋組件戶外展覽及訪客中心。訪客中心設有介紹大橋資料模型、相片和互動遊戲；從螺旋式的小路繞著圓柱形的觀景台而上，遊人便可以較近距離或高角度，可遠眺青馬大橋、汲水門大橋及汀九橋，訪客中心設有行人天橋連接停車場，公廁設在停車場內。
訪客中心最初由新機場工程統籌署負責管理及運作。該署於1998年解散後，展覽中心交由民政事務總署葵青民政事務處負責管理。
此外，訪客中心種植大量洋紫荊、羊蹄甲屬、杜鵑花等植物，是香港單一地點種植最多杜鵑花的地方。每年二、三月間，萬朵杜鵑花盛開的時候，可謂奇觀。另外亦種有一棵逾百年的細葉榕。
由於參觀人數稀少，民政事務總署宣佈推出「青嶼想想」計劃，收集市民意見，以冀活化建築物。

## 交通
- 專線小巴：新界區專線小巴308M線（部分班次）
- 紅色市區的士、綠色新界的士

## 外部連結
- 青嶼幹線訪客中心及觀景台官方網站 （页面存档备份，存于）

22°21′30″N 114°04′51″E / 22.358424°N 114.080935°E
1. ↑  . am730. 2023-11-24.